# Kriegsgefangen
Kriegsgefangen. Erlebtes 1870 ist ein Werk von Theodor Fontane, in dem er seine Erfahrungen als Kriegsberichterstatter und zeitweiliger Gefangener während des Deutsch-Französischen Krieges von 1870/71 schildert.  Es erschien zuerst vom 25. Dezember 1870 bis zum 26. Februar 1871 als Artikelserie in der Vossischen Zeitung und anschließend als Buchausgabe bei Rudolf von Decker im Verlag der Königlichen Geheimen Ober-Hofbuchdruckerei.

## Inhalt
In dem autobiographischen Werk schildert Fontane seine Erlebnisse als Kriegsberichterstatter für den Deutsch-Französischen Krieg. Fontane brach am 27. September 1870 auf und reiste über Weißenburg, Wörth, Sulz, Saarburg und Nancy nach Toul. Bei einem Abstecher nach Domrémy-la-Pucelle, dem Geburtsort der Jeanne d’Arc, wurde er am 5. Oktober 1870 gefangen genommen. Bei ihm wurde ein Dolch und eine Pistole sowie Legitimationspapiere für preußische Militärdienststellen gefunden. Außerdem trug Fontane unbefugt am Arm eine Rotkreuzbinde. Weil sich die lokale Militärbehörde für nicht zuständig hielt, wurde sein Fall durch die Instanzen gereicht und der vermeintlich preußische Spion unter den Attacken einer aufgebrachten und antipreußisch gesinnten Bevölkerung von einem Festungsort zum anderen gebracht. Die Odyssee führte ihn von Langres über Besançon nach der Atlantikinsel Oléron.
Dass Fontane die zweimonatige Kriegsgefangenschaft überlebte, hatte er mehreren Rettungsinitiativen zu verdanken, an denen über 50 Personen beteiligt waren: v. a. Moritz Lazarus, Friedrich Eggers, August von Heyden, Bernhard von Lepel und Marie von Wangenheim (Freunde), der Schweizer Bundespräsident Jakob Dubs und der schweizerische Arzt Leonhard von Muralt (Vermittler) sowie der französische Justizminister Adolphe Crémieux, Albrecht von Roon und Otto von Bismarck von preußischer Regierungsseite (Entscheidungsträger). Fontanes Rettung erfolgte in drei Schritten: das französische Kriegsgericht in Besançon sprach Fontane vom Vorwurf der Spionage frei, ohne ihn aus der Haft zu entlassen, dem Erzbischof von Besançon, Kardinal Césaire Mathieu, verdankte er seinen Status als officier supérieur. Über Bismarck, das Kriegsministerium und das Auswärtige Amt sowie den US-amerikanischen Botschafter im zu dieser Zeit von den Preußen belagerten Paris, Elihu Benjamin Washburne, wurden schließlich mit dem französischen Kriegsminister Léon Gambetta die Freilassungsmodalitäten ausgehandelt. Gambetta stellte die Liberationsordre (Entlassung auf Ehrenwort) für Fontane aus.
Fontane schildert die französischen Nachbarn mit großer Sympathie und betont immer wieder die große Menschlichkeit und Fairness, mit der nicht nur er, sondern auch die anderen deutschen Kriegsgefangenen fernab von Hass und Grausamkeit behandelt worden sind, die absolute Korrektheit der französischen Behörden, die die Gefangenen auch vor gelegentlich drohenden Übergriffen des aufgehetzten Straßenpöbels stets bewahrt haben. Kritischer bemerkt Fontane die Behandlung der bei Orléans gefangen genommenen kranken Soldaten. Diese wurden anfangs als normale Kriegsgefangene behandelt, und mehrere starben wegen mangelnder Versorgung. Allerdings erwähnt Fontane auch ausdrücklich, wie sich der Festungskommandant sogar unter Drohung mit dem eigenen Rücktritt für diese Kranken einsetzt, bis diese schließlich zur Versorgung in die örtlichen Lazarette gebracht wurden. Weiterhin zitiert Fontane die Berichte anderer deutscher Soldaten über deren Gefechte und Gefangennahme.
Wie in seinen anderen Romanen beschreibt der Vertreter des Realismus in der Literatur die Örtlichkeiten detailreich und die Charaktere mit psychologischem Scharfblick und mit humorvoller Anteilnahme.

## Anhang
In späteren Ausgaben sind im Anhang zum Buch Briefe und Dokumente aufgeführt, die im Zusammenhang mit der Kriegsgefangenschaft stehen. Neben der persönlichen Korrespondenz von Theodor Fontane mit seiner Familie und Freunden ist hier unter anderem auch das Schreiben von Bismarck an den US-Gesandten in Paris aufgeführt.

## Erstausgabe
- Theodor Fontane: Kriegsgefangen. Erlebtes 1870. Berlin: Rudolf von Decker 1871.

## Weitere Ausgaben
- Theodor Fontane: Kriegsgefangen. Erlebtes 1870. Mit Briefen und Dokumenten. Berlin: Friedrich Fontane & Co. 1914 (Populär-historische Ausgabe)

## Fontanes Notizbücher (mit Notizen und Entwürfen zuKriegsgefangen)
- Theodor Fontane: Notizbuch D6: Kriegsschauplatz 1870. Hrsg. von Gabriele Radecke. Göttingen 2019: https://fontane-nb.dariah.eu/edition.html?id=/xml/data/1zzdx.xml&page=

## Forschungsliteratur
- René Cheval: Die guten Tage von Besançon. In: René Cheval: Anstöße und Rückwirkungen. Literarische Begegnungen zwischen Frankreich und Deutschland. Ausgewählte Aufsätze. Bonn: Bouvier Verlag 1990 (Studien zur Literatur der Moderne, Bd. 18), S. 87–97.
- Jana Kittelmann: Theodor Fontane Kriegsgefangen. Erlebtes 1870 (1871). In: Hermann Gätje und Sikander Singh (Hrsg.): Übergänge, Brüche, Annäherungen. Beiträge zur Geschichte der Literatur im Saarland, in Lothringen, im Elsass, in Luxemburg und Belgien. universaar, Saarbrücken 2015, S. 103–115.
- Gabriele Radecke und Robert Rauh: Fontanes Kriegsgefangenschaft. Wie der Dichter in Frankreich dem Tod entging. Berlin: be.bra Verlag 2020 ISBN  978-3-86124-740-1.
- Gabriele Radecke und Robert Rauh: Alarmierende Nachricht - Der unbekannte Deutsch-Franzose in Fontane Online